# 広瀬弥助

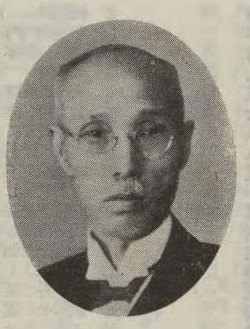
広瀬弥助

広瀬 弥助（ひろせ やすけ、1866年2月28日（慶応2年1月14日）- 1941年（昭和16年）4月20日）は、日本の実業家、発明家である。

## 経歴・人物
越前の生まれ。神戸にある小野浜海軍造船所に勤務し、その後は後の1928年（昭和3年）に日本国有鉄道の地方機関となり大阪鉄道局に改称する神戸鉄道局に転勤する。1890年（明治23年）には九州鉄道に入社し、同社にてドイツ出身のお雇い外国人の指導を受けた。
10年後の1900年（明治33年）に独立し大阪で広瀬鉄工所の設立に携わり、紙巻きたばこ製造機の開発および製作を始める。この製造機は1日に3万本製造可能なものとなった。